# Des ricochets
Des ricochets, est une chanson du collectif Paris Africa, enregistrée en 2011, dont les bénéfices sont entièrement reversés à l'Unicef au profit de la lutte contre la crise nutritionnelle et alimentaire qui frappa quatre pays de la Corne de l’Afrique (Somalie, Éthiopie, Kenya et Djibouti) et dont les premières victimes sont les enfants.
À l’origine de cette initiative, Roberto Ciurleo, ancien directeur des programmes de NRJ et actuel patron de Goom Radio, Nathalie André, directrice de l’unité jeux et divertissements de France 2 ainsi qu’Alain Veille, directeur général de Warner.
La chanson a été composée et réalisée par Frédéric Chateau, Lionel Florence et Patrice Guirao.
Plus de 80 artistes francophones ont participé à son enregistrement.

## Interprétations en direct
La chanson est interprétée par une partie du collectif (Alizée, Amel Bent, Anggun, Alpha Blondy, Alain Chamfort, Amaury Vassili, Amine, Arielle Dombasle, Benabar, Bob Sinclar, BB Brunes, Chimène Badi, Corneille, Christophe Willem, Christophe Maé, Colonel Reyel, Collectif Métissé, Chico & Les Gypsies, Claudia Tagbo, Dave, David Hallyday, Didier Wampas, Emmanuel Moire, Elisa Tovati, Fatals Picards, Florent Mothe, Gary Fico, Gérard Lenorman, Grégoire, Hélène Ségara, Inna Modja, Jane Birkin, Jérôme Commandeur, Jérôme Vanenole, John Mamann, Jenifer, Joyce Jonathan, Judith, Julie Zenatti, Kenza Farah, Lââm, Liane Foly, M. Pokora, Magic System, Manu Katché, Maurane, Mélissa Nkonda, Merwan Rim, Mickael Miro, Mikelangelo Loconte, Mimie Mathy, Moïse N’Tumba, Mokobé, Natasha St-Pier, Nolwenn Leroy, Nyco Lilliu, Nicolas Peyrac, Olivier Benoist, Ophélie Winter, Passi, Patrick Fiori, Peps, Philippe Lavil, Quentin Mosimann, Salvatore Adamo, Shy'M, Sofia Essaidi, Soprano, Tal, Tina Arena, Tikenah Fakoly, V-V Brown, Ycare) lors des NRJ Music Awards 2012 le 28 janvier 2012.
Elle a été mise à l'honneur pour la Fête de la musique en 2012 sur France 2 en direct de Carcassonne pour le final avec tous les artistes présents à cette Fête de la musique.
La chanson Des ricochets (Collectif Africa, 2011) l'a de nouveau été le 12 août 2012 lors de la cérémonie de clôture des Jeux olympiques de Londres 2012, au Royaume-Uni, pour l'UNICEF.
Elle a aussi été interprétée par M.Pokora lors de sa tournée A La Poursuite du Bonheur en 2012.
En 2015 elle fait partie de l'album des Kids United toujours au profit de l'Unicef.

## Classement par pays
| Classement (2011-2012)                  | Meilleure position |
| --------------------------------------- | ------------------ |
| Belgique (Wallonie Ultratop 50 Singles) | 25                 |
| France (SNEP)                           | 5                  |
| France (SNEP Airplay)                   | 38                 |